# Malapatan
Malapatan é um município de  primeira classe de renda municipal (d) na província Sarangani, nas Filipinas. De acordo com o censo de 1 de maio  de  2020 possui uma população de 80 741 pessoas e 18 604 domicílios.